# Mai Chaza
Mai Chaza, née Theresa Nyamushanya en 1914 et morte le 26 décembre 1960, est une  prophétesse zimbabwéenne qui s'est séparée de l'Église méthodiste dans les années 1950 pour fonder son propre mouvement religieux, Guta raJehovah (Cité de Dieu), également connu sous le nom d'Église Mai Chaza.

## Biographie
Theresa Nyamushanya (Mai Chaza) naît en 1914 dans la famille Nyamushanya et épouse Chiduza Chaza de Wedza. Ils ont eu six enfants. Fervente méthodiste, elle est initialement active dans des groupes de prière de l'Église méthodiste au Zimbabwe. En 1948, elle est chassée de chez elle dans la ville minière de Concession (située à 45 km de Harare), après avoir été accusée d'avoir causé la mort d'une belle-sœur par le biais de sorcellerie. Elle déménage dans le township de Highfield à Salisbury (maintenant Harare), où elle est hébergée par une autre famille méthodiste,. Elle tombe malade vers 1953-1954 et sombre dans le coma. Son mari divorce.
Quand elle se rétablit, elle est saluée comme étant revenue d'entre les morts. Elle annonce que Dieu lui a ordonné de devenir guérisseuse de foi, de vivre une vie de célibat et de guérir les malades, en particulier les femmes stériles. Elle affirme également avoir été réconciliée avec l'esprit de sa belle-sœur décédée. Elle commence à travailler comme n'anga, ou guérisseuse traditionnelle, racontant aux gens les causes de leurs maladies en échange d'un paiement de deux shillings et de six pence. La hiérarchie méthodiste lui ordonne de s'arrêter emais elle refuse de ce plier à cette injonction.
En 1954, elle déménage dans le Mashonaland, à environ 150 km au sud-est de Harare. Elle attire rapidement de nombreux adeptes;son nouveau lieu d'implantation devient le Guta raJehovah ou de la Cité de Dieu. Auto-proclamée prophétesse, elle reçoit des suppliants désireux de trouver des remèdes à leurs problèmes de santé avec des centres de guérison établies dans plusieurs endroits en Rhodésie, mais aussi dans le Bechuanaland voisin (devenu le Botswana),.
Le culte de Mai Chaza mélange le méthodisme et la guérison traditionnelle africaine. Un visiteur de 1954 au Guta raJehovah décrit la scène : « Les mélodies d'un hymne méthodiste nous ont salué et nous avons vu - dans un enclos d'herbe - des centaines de femmes se balancer et applaudir. Au milieu d'eux se trouvait une longue file de femmes, assises par terre.... D'un côté venait Mai Chaza, touchant et priant. Elle a touché et serré leur ventre. Il s'agissait de femmes stériles et la cérémonie avait pour but de les rendre fécondes. ». Les échecs sont expliqués comme résultant du manque d'engagement du suppliant envers Dieu et de son incapacité à confesser complètement ses péchés antérieurs. Ses disciples doivent se confesser, et renoncer à l'alcool, l'argent, le tabac. Mai Chaza elle-même va plus loin dans ses propres engagements, renonçant au mariage et aux relations sexuelles.
Le mouvement de Mai Chaza pose un problème à l'Église méthodiste dominante,  déchirée entre le désir de ne pas aliéner ses fidèles, dont beaucoup considéraient ses réunions comme autorisées par l'Église, et la nécessité théologique d'empêcher son Église de s'éloigner trop de la doctrine officielle de l'Église. L'Église méthodiste opte plutôt pour une voie médiane dans l'espoir que le mouvement puisse faciliter un « renouveau au sein de l'Église » et conseille la tolérance et la patience à son égard.
Des critiques se font toutefois entendre dans les milieux progressistes africains sur le mouvement Guta raJehovah.  Des leaders d'opinion africains comme Charles Mzingeli (en) se montrent très dubitatifs sur l'idée que la stérilité puissent être guérie en se repentant de ses péchés. Des hrumeurs accusent Mai Chaza d'exploiter ses adeptes et de s'enrichir.
La croissance rapide de son église rend nécessaire plusieurs déménagements de son siège, vers les terres communales de Zimunya près d'Umtali  (devenue Mutare, dans l'est du Zimbabwe) en 1956, puis dans le district de Zvimba au nord-ouest de Harare, en 1960.  C'est à Zvimba que Mai Chaza meurt le 26 décembre 1960. À la suite de son décès, la direction de la secte est reprise par un disciple, Taxwell Tayali, d'origine zambienne, qui prend le titre de Vamatenga («quelqu'un du ciel»). Il a cependant une influence moindre, et le nombre de disciples diminue.